# George Abecassis
George Abecassis   (Walton-on-Thames, 21 de març de 1913 - Ibstone, 18 de desembre de 1991) (DFC) va ser un pilot de curses automobilístiques britànic que va arribar a disputar curses de Fórmula 1.

## Biografia
George Abecassis va néixer el 21 de març del 1913 a Chertsey, Surrey, Anglaterra. Va morir el 18 de desembre del 1991 a Ibstone, Anglaterra.
A la F1
Va debutar a la segona temporada de la història del campionat del món de la Fórmula 1, l'any 1951, disputant el 27 de maig del 1951 el GP de Suïssa, que era la prova inicial de la temporada.
George Abecassis va participar en un total de dues curses puntuables pel campionat de la F1, repartides al llarg de dues temporades a la F1, les que corresponen als anys 1951 i 1952 i va competir en nombroses proves automobilístiques fora de la F1, entre les quals cal destacar les 24 hores de Le Mans.

## Resultats a la F1
| Any  | Equip         | Xassís | Motor | 1       | 2   | 3   | 4   | 5   | 6   | 7   | 8   | Posició | Punts |
| ---- | ------------- | ------ | ----- | ------- | --- | --- | --- | --- | --- | --- | --- | ------- | ----- |
| 1951 | HW Motors Ltd | HWM    | Alta  | SUI Ret | 500 | BEL | FRA | GBR | ALE | ITA | ESP | -       | 0     |
| 1952 | HW Motors Ltd | HWM    | Alta  | SUI Ret | 500 | BEL | FRA | GBR | ALE | HOL | ITA | -       | 0     |

### Resum
| Curses | Victòries | Pòdiums | Poles | Voltes ràpides | Punts |
| ------ | --------- | ------- | ----- | -------------- | ----- |
| 2      | 0         | 0       | 0     | 0              | 0     |